# Golf de Strasbourg
De Golf de Strasbourg is een golfclub in de Franse gemeente Illkirch-Graffenstaden, ten zuiden van Straatsburg.

## De baan
De Golf de Strasbourg is in 1934 opgericht. De baan bestaat uit drie lussen van negen holes (rood, wit en geel). Voor grote wedstrijden wordt altijd de combinatie van de witte en rode lus gebruikt. Clubleden spelen meestal wit en geel, die zijn ruimer en vlakker. De rode lus heeft heel smalle fairways.